# Sant Martí de Gausac
L'església de Sant Martí o Sant Martin de Tours, és un edifici religiós situat a la part baixa de l'entitat municipal descentralitzada de Gausac, del municipi de Vielha e Mijaran. Exerceix d'església parroquial, està dedicada a Sant Martí de Tours i forma part de l'Inventari del Patrimoni Arquitectònic de Catalunya. L'església, gòtica amb presència d'elements constructius pertanyents a les darreries del romànic, és una de les més notables de la Vall d'Aran.

## Descripció

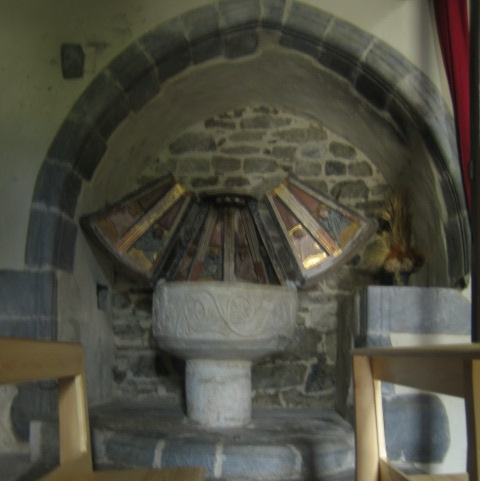
Pica baptismal romànica de Sant Martí de Gausac

S'articula en una nau coberta amb volta d'aresta, de tres trams amb capelles laterals, i absis poligonal cobert amb volta de racó de claustre. L'element arquitectònic més destacat el campanar, del segle xv, de planta vuitavada i tres pisos amb obertures per a les campanes al superior, i una coberta piramidal de llicorella, conformant una torre gòtica fortificada que devia haver tingut un ús defensiu. El cos inferior del campanar, de planta quadrada, forma un atri d'entrada al temple, amb volta de nervadura, que dona pas al portal, format per un seguit d'arquivoltes en degradació d'arc apuntat.
A l'interior es conserven dues piques romàniques; una beneitera semicircular encastada al mur i decorada amb estilitzacions vegetals de poc relleu i un cordó trenat a la part inferior, i una pica baptismal, emparentada estilísticament amb les de Vielha, Begós, Escunhau o Betlan, entre d'altres de la vall. La iconografia de la pica se centra en motius de figuració humana completats amb un ritme ondulant d'origen vegetal –tiges i fulles–, amb la inclusió d'estels de cinc i sis puntes. La presència de motius com la flor de lis, d'influència francesa, o la permanència de figures arcaiques més enllà del segle xii, situa aquesta peça cronològicament entre els segles xii i xiii.
A un dels contraforts meridionals del presbiteri hi ha un fragment d'estela funerària romana, un bloc de marbre blanc amb una motllura de tipus clàssic a un dels extrems.